# Броново (Подляское воеводство)
Броново (пол. Bronowo) — деревня в Ломжинском повете Подляского воеводства Польши. Входит в состав гмины Визна. По данным переписи 2011 года, в деревне проживало 427 человек.

## География
Деревня расположена на северо-востоке Польши, на берегах реки Лоевек, вблизи места впадения её в реку Нарев, на расстоянии приблизительно 16 километров к востоку от города Ломжа, административного центра повета. Абсолютная высота — 103 метра над уровнем моря. К северу от Броново проходит национальная автодорога 64.

## История
Согласно «Списку населенных мест Ломжинской губернии», в 1906 году в деревне Броново проживало 1189 человек (609 мужчин и 580 женщин). В конфессиональном отношении большинство населения деревни составляли католики (1159 человек), остальные — евреи. В административном отношении деревня входила в состав гмины Божеево Ломжинского уезда.
В период с 1975 по 1998 годы Броново являлось частью Ломжинского воеводства.